# Haïk (personnage)
Pour les articles homonymes, voir Haïk.
Haïk (en arménien : Հայկ), également appelé Hayg, Haik, Hayk ou encore Haig, et également surnommé Haïk Nahapet (en arménien : Հայկ Նահապետ / en français : Haïk le chef de famille) est le premier roi légendaire de la mythologie arménienne.
Il est donc le patriarche et l'ancêtre de tous les arméniens, et le fondateur de la dynastie des Haïkides (hy), (en arménien : Հայկ / Haykazuni) qui porte son nom.

## Biographie

### Selon la légende biblique

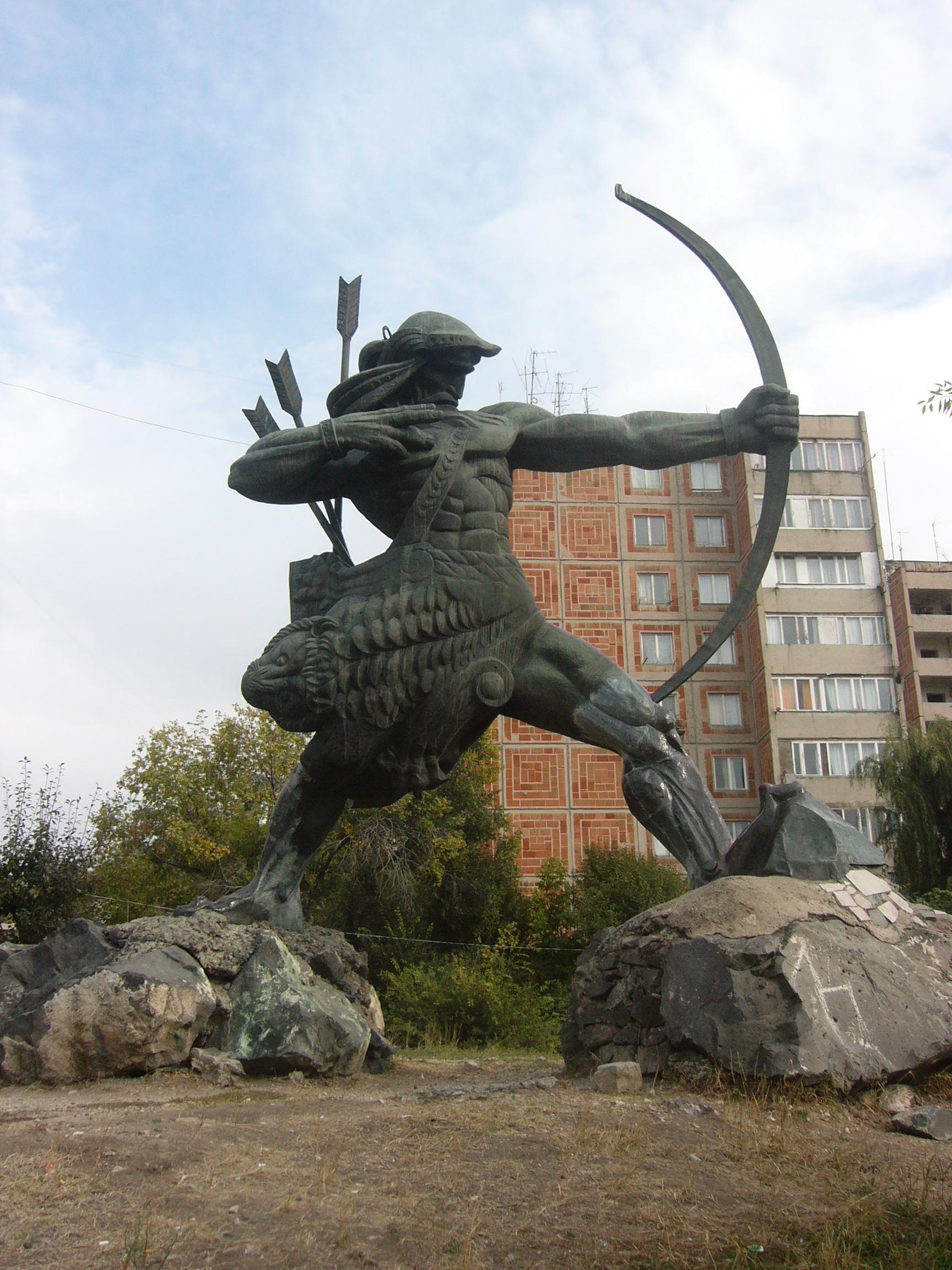
Statue de Haïk à Erevan

Selon la légende, Haïk est un géant descendant de Japhet par Gomer et Thorgom (et donc descendant de Noé), et combat Bêl, un géant de Babylone, qu'il finit par vaincre.
Cette victoire lui permet ainsi de doter son peuple d'un territoire : l'Arménie. Son peuple le considère comme patriarche de la nation appelée désormais, en son honneur, Hayastan (en français : « Terre de Haïk »). De cette appellation dériverait celle de Hay signifiant « Arménien », ou encore « descendant de Haïk ».
Pour certains, Haïk aurait pris part à la construction de la tour de Babel. Refusant d'obéir à Bêl ou à Nemrod, il se serait rendu avec 300 membres de sa famille en Arménie, son pays natal, et y soumit les indigènes à ses lois. Bêl lui déclare la guerre et, lors d'un combat qui eut lieu, d'après Moïse de Khorène sur les bords du lac de Van, Haig le tue d'un coup de flèche. Il reste alors maître du pays.

Le grand historien arménien du Ve siècle, Moïse de Khorène, décrivit l'arrivée de Haïk et de son peuple en Arménie : 

« Il a construit un village qui est venu pour être connu comme Haykashen (la Construction de Haïk). Au milieu de cette plaine et au pied de la montagne qui avait une large base, où un peuple avait déjà vécu là. Ce peuple s'est soumis à la règle du nouveau héros. »

Il aurait eu sept frères et sœurs (parmi eux Karthlos, patriarche des géorgiens).
Haïk serait mort à l'âge de 400 ans en 2265 av. J.-C..

### Selon la réalité historique
Quelques historiens pensent que Haïk était un réel chef de clan arménien du IIIe millénaire av. J.-C., dont les faits et gestes ont été mythifiés.
Mais la plupart croient qu'il est une figure purement mythique apparentée aux fondateurs traditionnels de Rome, Romulus et Rémus. Haik est aussi l’équivalent d'Orion dans la traduction arménienne de la Bible.

## Famille

### Mariage et enfants
De son mariage avec une femme inconnue, il eut sept enfants :
- Armenak (hy) (à l'origine du mot « arménien »)
- Kaghots (hy)
- Manavaz (hy)
- Khor (hy)
- Mehekan (hy)
- Apah (hy)
- Aram

## Galerie

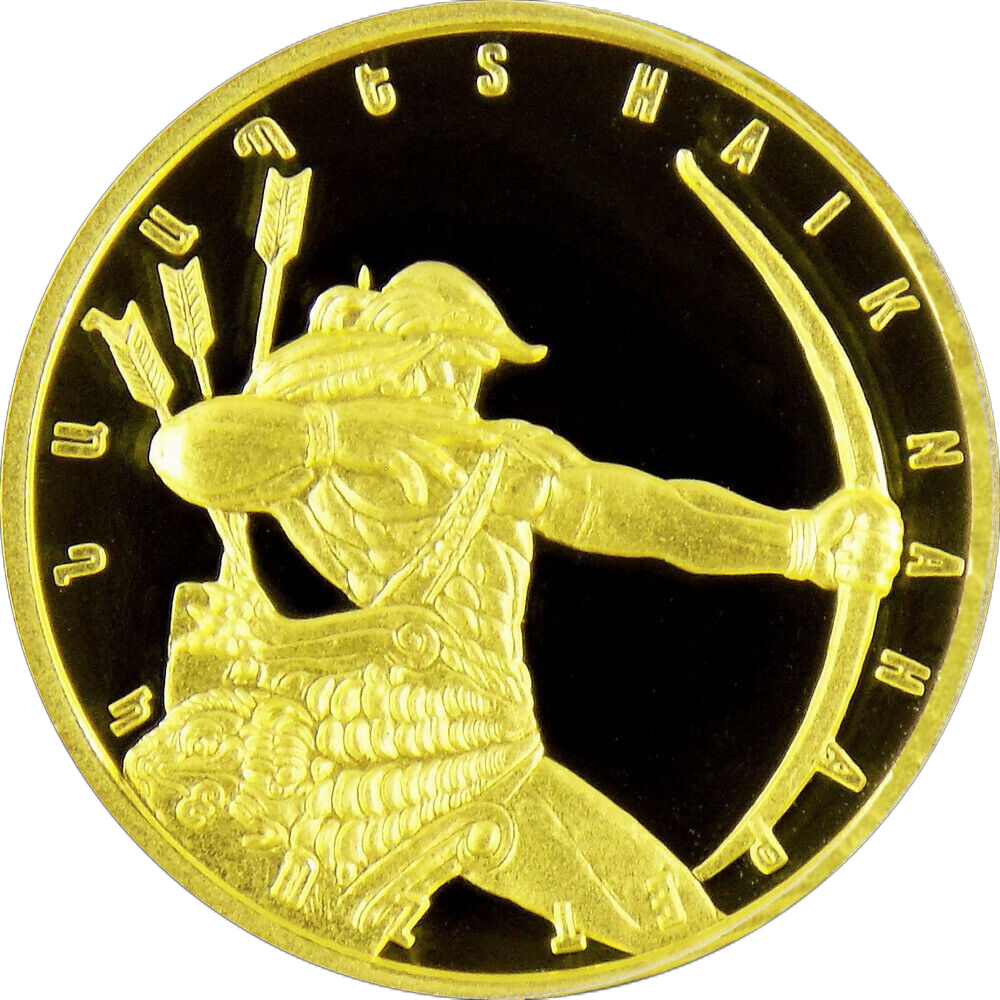
Haïk, pièce commémorative arménienne, 2008
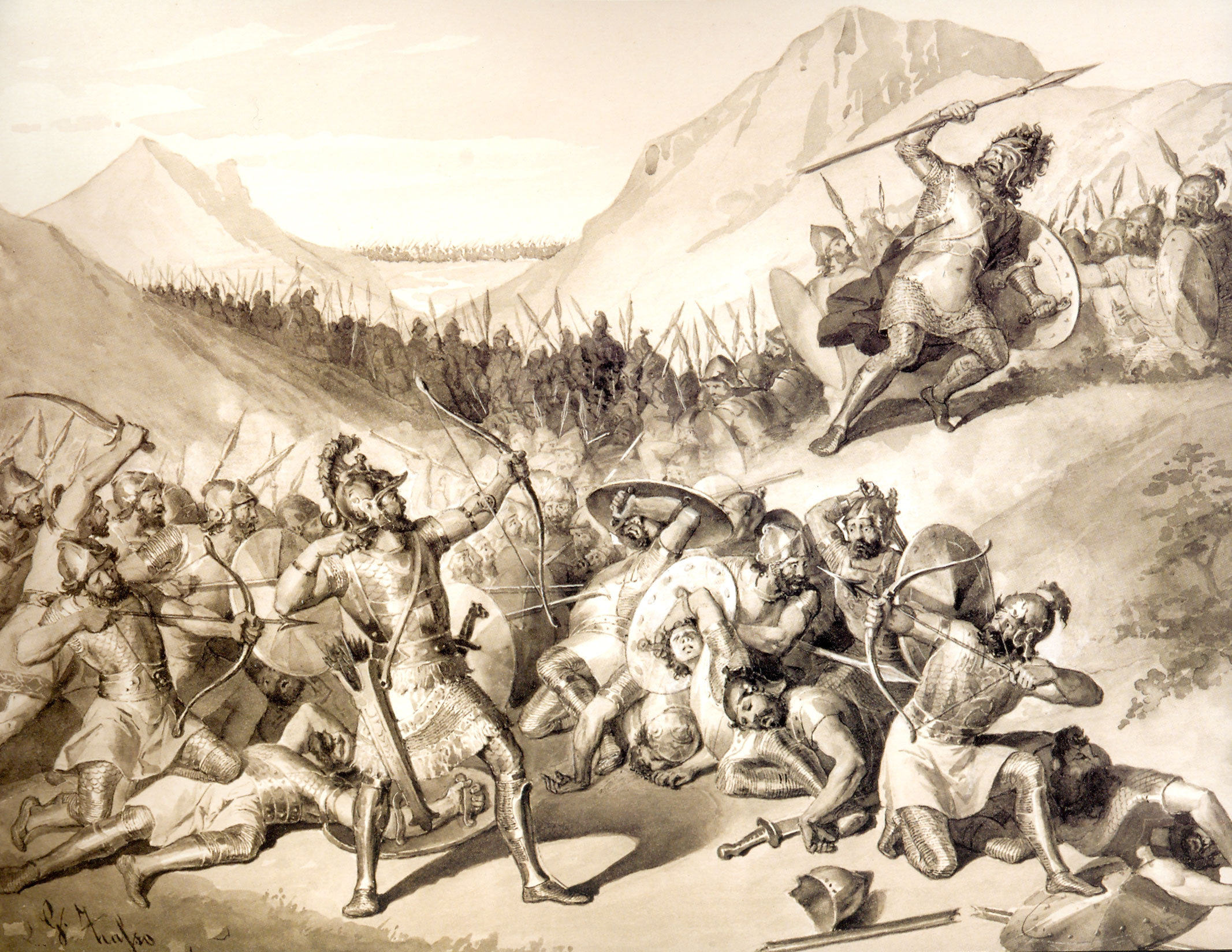
La victoire de Haïk sur Bêl (par Juliano Zasso, XIXe siècle)
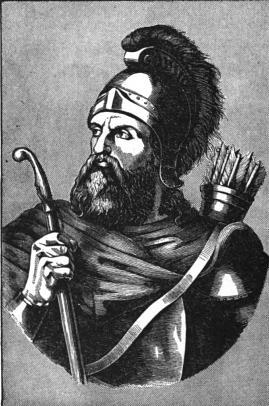
Illustration de Haïk
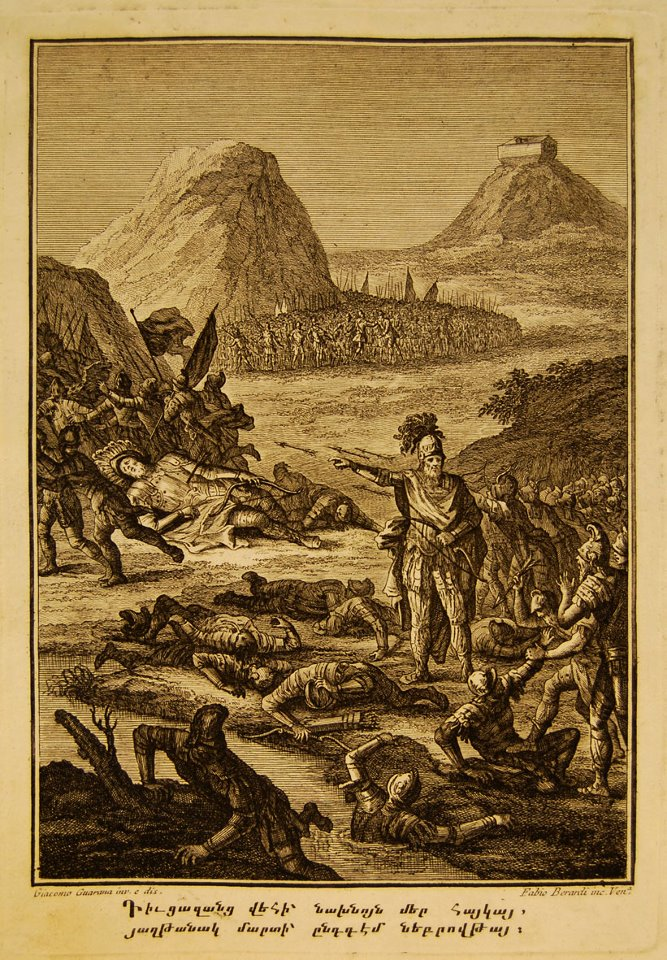
Illustration de Haïk (XIXe siècle)